# Epimastidia albocaerulea
Epimastidia albocaerulea är en fjärilsart som beskrevs av Grose-smith 1894. Epimastidia albocaerulea ingår i släktet Epimastidia och familjen juvelvingar. Inga underarter finns listade i Catalogue of Life.